# Mickey Baker
Mickey Baker (15. října 1925 Louisville, Kentucky, USA – 27. listopadu 2012 Montastruc-la-Conseillère, Francie) byl americký kytarista. Spolupracoval s umělci jako jsou Ike & Tina Turnerovi, The Drifters, Ruth Brown, Big Joe Turner, Louis Jordan, Little Willie John nebo Big Maybelle. Rovněž byl součástí dua Mickey & Sylvia. V roce 2003 ho časopis Rolling Stone zařadil na 53. místo do svého žebříčku 100 nejlepších kytaristů všech dob.